# Tărcaia
Tărcaia (węg. Köröstárkány) – wieś w Rumunii, w okręgu Bihor, w gminie Tărcaia. W 2011 roku liczyła 1110 mieszkańców.